# Condroblastoma
Per condroblastoma in campo medico, si intende una forma tumorale benigna che si manifesta principalmente a livello nelle epifisi di ossa lunghe, come nel femore distale e prossimale, nella tibia e nell'omero.

## Epidemiologia
Colpisce prevalentemente i maschi in età adolescenziale e infantile.

## Sintomatologia
I sintomi e i segni clinici presentano dolore, mentre la massa tumorale può presentare fattori di necrosi o di calcificazione. Può causare versamento articolare con ridotta motilità.

## Esami
Ai fini diagnostici utile risulta la semplice radiografia alla quale appare come un'area radiotrasparente ben delimitata.

## Terapia
Il trattamento prevede con l'intervento chirurgico arrivando per gli episodi più gravi all'innesto osseo. Si possono mostrare ricorrenze delle lesioni che devono essere trattate con resezione.